# Plectris cayennensis
Plectris cayennensis är en skalbaggsart som beskrevs av Moser 1921. Plectris cayennensis ingår i släktet Plectris och familjen Melolonthidae. Inga underarter finns listade i Catalogue of Life.